# Oxalis rhombeoovata
Oxalis rhombeoovata är en harsyreväxtart. Oxalis rhombeoovata ingår i släktet oxalisar, och familjen harsyreväxter.

## Underarter
Arten delas in i följande underarter:
- O. r. rhombeoovata
- O. r. sustenta